# Fortaleza del Cerro

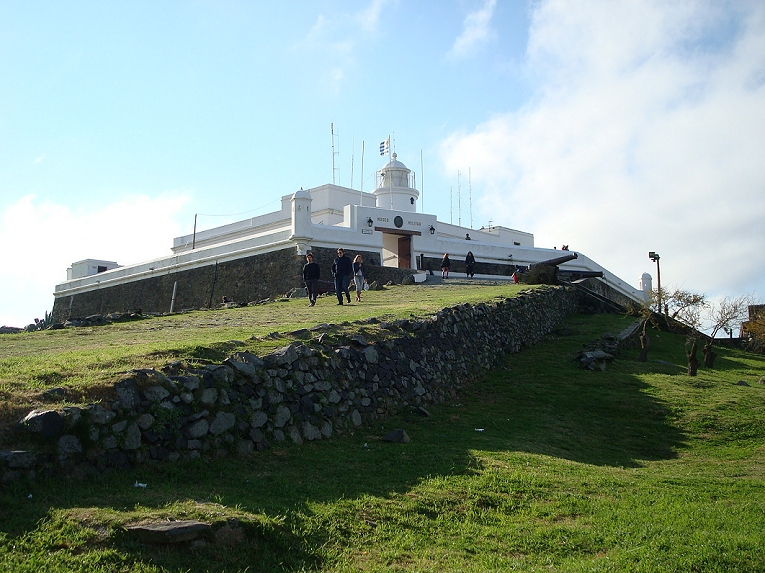

Fortaleza del Cerro, cunoscută și sub numele de Fortaleza General Artigas, este o fortăreață situată în Montevideo, Uruguay cu vedere la Golful Montevideo. Ea se află în districtul Casabó, la vest de Villa del Cerro. Aceasta deține o poziție dominantă pe cel mai înalt deal al departamentului Montevideo (popular cunoscut sub numele de Cerro de Montevideo), cu altitudinea sa de 134 de metri deasupra nivelului mării, pe partea opusă a golfului. Funcția sa a fost aceea de a apăra populația din Montevideo și portul său, aflat pe Rio de la Plata. Guvernatorul Francisco Javier de Elio a dat ordinul de construcție în 1809 și a fost finalizată în 1839; acesta a fost ultimul fort spaniol construit în Uruguay. A găzduit Muzeul Militar încă din 1916.

## Istoria
În acest loc întâi s-a construit un post de observație de către spanioli în secolul al XVIII-lea. În 1802 a fost înlocuit cu un far, iar din 1809 s-a început construirea fortăreței care s-a încheiat în 1839. A făcut parte din mai multe evenimente istorice și a fost cucerită în mod repetat de către diferite părți. Farul a fost dezactivat parțial în 1832 și în 1843 a fost distrus complet în timpul războiului civil din Uruguay, cunoscut sub numele de Guerra Grande. La 16 iulie 1852 a fost inaugurat un far nou, construit deasupra celui vechi și a fost considerat un far de primă ordin, având 148 de metri deasupra nivelului mării. În 1906 s-au efectuat lucrări de îmbunătățire a farului, iar cel modern a fost inaugurat pe 18 aprilie 1907.

## Monument și atracție turistică
Acesta a devenit monument național în 1931 și a găzduit un muzeu militar începând cu 1916. Astăzi este o atracție bine-cunoscută pentru turiștii care vizitează Montevideo.